# Caeneressa swinhoei
Caeneressa swinhoei là một loài bướm đêm thuộc phân họ Arctiinae, họ Erebidae.